# 第六〇一海軍航空隊
第六〇一海軍航空隊（だい601かいぐんこうくうたい）は、日本海軍の部隊の一つ。太平洋戦争中に機動部隊の一翼を担う航空母艦飛行隊として整備され、マリアナ沖海戦・硫黄島の戦い・沖縄地上戦・関東防空戦で敵機動部隊への攻撃と防空を担当した。

## 沿革
太平洋戦争中期までの日本海軍の空母飛行隊は、各空母に所属し、艦長の指揮下にあった。この指揮系統では、複数の空母を統括する航空戦隊司令部が飛行隊を直接指揮することができない。また、飛行隊が飛行中に所属母艦が敵の攻撃で機能不全に陥った場合、僚艦への緊急着艦に手間取ることがあった。そこで、母艦と飛行隊の指揮系統を分離し、全ての飛行隊を統括する部隊を作る構想が発生した。これは先に陸軍飛行隊が実施していた「空地分離方式」を海軍が採用した最初の例で、マリアナ沖海戦後は空母飛行隊だけでなく基地航空隊でも積極的な空地分離を実施した。
このような構想に基づいて、六〇一空は「ろ号作戦」を終えてシンガポールに寄航した翔鶴・瑞鳳飛行隊を基幹として発足した。第一航空戦隊は編成が変更され、翔鶴・瑞鶴に加え、新造艦の大鳳となった。六〇一空は一航戦ではなく第三艦隊附属の扱いであった。定数は戦闘機81・攻撃機54・爆撃機81・偵察機9である。あ号作戦に向けて戦力整備が進められた。
- 昭和19年（1944年）

2月15日　厚木飛行場を原隊とし、シンガポール島セレター飛行場で開隊。第三艦隊附属に編入。
4月6日　第一航空戦隊新旗艦大鳳シンガポール着。
5月5日　母艦への搬入開始。
5月12日　一航戦に出撃命令、リンガ泊地出発。
5月13日　一航戦、タウイタウイ島に到着。

### マリアナ沖海戦
第一機動艦隊はタウイタウイに停泊し、作戦計画が進められた。搭載機数が多く、技量が比較的高い六〇一空は、主力隊として反復攻撃に適すると判断された。タウイタウイで1ヶ月近く訓練に従事するが、泊地が無風のため発着艦訓練は不能だった。六〇一空は練度が低下した状態のまま、マリアナ沖海戦を戦うことになった。
6月13日　第一機動艦隊、タウイタウイ島出航。翌日ギマラス島で補給作業。
6月15日　ギマラス島出航。フィリピン海に進出。
6月19日　
- 7時半頃　天山27・彗星53・零式艦上戦闘機48の第一次攻撃隊出撃。
- 8時10分　潜水艦アルバコアにより大鳳被雷。
- 10時頃　瑞鶴より天山10・爆装零戦10・戦闘機4出撃。会敵せず。
- 10時53分　第一次攻撃隊、敵機動部隊直掩機と交戦しつつこれを襲撃。空母バンカーヒル至近弾2、戦艦インディアナ突入自爆1。攻撃隊は天山24・彗星41・零戦4を喪失し帰還。
- 11時20分　潜水艦カバラにより翔鶴被雷。
- 14時10分　翔鶴沈没。
- 14時32分　大鳳爆発。攻撃隊は瑞鶴および三航戦に収容。

6月20日　薄暮攻撃準備中に空襲勃発。27機で迎撃、14機喪失。薄暮攻撃隊10機は全機消息不明。　　　　　　
6月21日　第一機動艦隊撤退。翌日中城湾に帰還。

### 再建作業
六〇一空はマリアナ沖海戦から帰還後、松山飛行場・岩国飛行場を練習場として再建を図った。8月3日に連合艦隊の小改正があり、壊滅した一航戦は建造中の信濃や雲龍で再建することとなり、唯一残存した瑞鶴は三航戦に転出した。ただし、艦上機は従来どおり六〇一空のままである。六〇一空の再建は昭和19年末に完結する予定で、5個飛行隊が充当された。
その後8月10日に連合艦隊直率に移されたが、練成が進められていた艦攻隊（攻撃二六二飛行隊）はT攻撃部隊に編入のうえ台湾沖航空戦へと投入され、台湾沖航空戦に参加しなかった航空隊もレイテ沖海戦に際しては、囮艦隊に参加する瑞鶴の艦上機として、練成が進行した者には出撃命令が下された。この部隊は三航戦の第六五三海軍航空隊と同一行動をとっているので、六五三空の項目を参照されたい。
レイテ沖海戦で機動部隊が壊滅したことを受け、昭和20年1月1日に再建途上の一航戦は第二艦隊に移されたが、信濃・雲龍が相次いで戦没した上に、艦船燃料の払底が危惧されたため、2月11日をもって再建を断念した。六〇一空は第三航空艦隊に編入され、基地航空隊へと変貌し、目前に迫った硫黄島の攻防戦に借り出されることになった。

### 硫黄島攻撃と関東防空
- 昭和20年（1945年）

2月14日　香取飛行場進出下令。
2月16日　関東に敵機動部隊艦上機襲来（ジャンボリー作戦）。先発隊が邀撃。
2月20日　硫黄島の戦いに対応して特攻下令。実施部隊は「第二御盾隊」と命名され、八丈島飛行場に進出。
2月21日　5波にわたって第二御盾隊突入。護衛空母ビスマーク・シー撃沈、空母サラトガ他を撃破。
3月中　　百里飛行場で再建作業に着手。戦闘飛行隊3・攻撃飛行隊1の防空主体の編制に変更。
3月28日　沖縄戦が始まると天号作戦のため主力を国分飛行場に展開、関東防空は留守部隊が継承。
主力が4月17日まで沖縄戦に従事している間、4月7日にB-29戦略爆撃隊が関東を強襲している。この際に六〇一空は12機で邀撃し、うち1機が体当たりによって1機を撃墜している。

### 沖縄
沖縄戦では、3月28日から4月17日にかけて九州方面での戦闘に従事した。
4月3日　対艦攻撃。戦闘機40機・艦爆（「彗星」。以下、「艦爆」は「彗星」）19機出撃、32機喪失。
4月6日　「菊水一号作戦」発動、戦闘機22機・艦爆13機出撃、15機喪失。
4月7日　戦闘機28機・艦爆11機出撃、戦闘機10機と艦爆全機を喪失。
4月11日　「菊水二号作戦」支援。喜界島制空に戦闘機27出撃。
4月15日　「菊水三号作戦」準備のため、沖縄中飛行場を4機で強襲。
4月16日　戦闘機36機・爆装零戦4機出撃、9機喪失。
4月17日　沖縄方面の制空隊として戦闘機26機出撃。艦爆6機出撃、1機のみ戦艦に直撃弾1発を命中させ帰還（米軍側未確認）。
稼動機を使い果たした六〇一空は、4月17日の出撃をもって菊水作戦から離脱し、関東防空に専念することとなった。

### 終戦まで
六〇一空は4月下旬から関東防空に専念しつつ再建を進めた。5月頃からは航空機の生産性が向上する一方、6月は東京空襲の終結と荒天によって、米軍の襲来も停滞していたため、数値の上では六〇一空の再建は順調に進行している。
5月29日　敵機襲来、60機で邀撃。
6月23日　敵機襲来、45機で邀撃。
6月下旬　攻撃第3飛行隊が六〇一空に編入される。　
7月8日　敵機襲来、80機で邀撃。
7月15日　関西進出下令、戦闘第308飛行隊は奈良・柳本基地、戦闘第310飛行隊は三重・鈴鹿基地、攻撃第3飛行隊は愛知・明治基地（現：安城市）を経て名古屋基地（伊保原飛行場。現：豊田市）に進出、攻撃第1飛行隊は百里基地に残留。
8月9日　敵機動部隊、金華山沖に進出。攻撃第1飛行隊12機で攻撃、戦果なし。
8月13日　機動部隊を攻撃、戦果なし。なお、名古屋基地に進出していた攻撃第3飛行隊に対しても、同日、第三航空艦隊司令部より関東沖の米機動部隊に対する攻撃が命じられるが、同日の午後、1番機の離陸直後に攻撃中止命令が出たため、唯一離陸した1番機は三河湾に爆弾を投棄して名古屋基地に帰投する。
8月15日　最後の出撃。
本土防空の主力とするべく機体の保全が進められたため、機体の数はそろっているが、操縦士の技量と燃料の備蓄は心もとない状況にあった。終戦後、進出先ごとに順次解散し、601空は消滅した。

## 歴代司令
- 入佐俊家 中佐：昭和19年2月15日 - 昭和19年6月19日戦死
- 鈴木正一：昭和19年7月10日 -
- 杉山利一：昭和20年2月15日 - 戦後解隊

## 主力機種
- 彗星
- 天山（ただし、第二御盾隊の硫黄島沖特攻実施後、天山装備の攻撃第254飛行隊は、七五二空に所属していた同じく天山装備の攻撃第256飛行隊とともに、一三一空の指揮下に入る）
- 零式艦上戦闘機…迎撃・制空戦闘用は52型、爆装用は21型
- 紫電…基地航空隊化後の追加機種